# Serradilla
Serradilla ist ein spanischer Ort und eine Gemeinde (municipio) mit 1.482 Einwohnern (Stand: 2024) in der Provinz Cáceres in der autonomen Gemeinschaft Extremadura. Neben dem Hauptort Serradilla gehört die Ortschaft Villarreal de San Carlos zur Gemeinde.

## Lage und Klima
Serradilla liegt knapp 110 km (Fahrtstrecke) nordnordöstlich der Provinzhauptstadt Cáceres in einer Höhe von ca. 455 m. Die Gemeinde wird vom Tajo durchflossen. Sie liegt zum Teil im Nationalpark Monfragüe.

## Bevölkerungsentwicklung
| Jahr      | 1900 | 1950 | 1970 | 1981 | 1991 | 2001 | 2011 | 2021 |
| Einwohner | 2668 | 4907 | 3378 | 2285 | 2254 | 1896 | 1678 | 1503 |

Die Mechanisierung der Landwirtschaft und die Aufgabe bäuerlicher Kleinbetriebe („Höfesterben“) haben zu einer Abwanderung vieler Menschen in die Städte geführt.

## Wirtschaft
Die Landwirtschaft incl. der Viehzucht (ganadería) bildet die Wirtschaftsgrundlage der Gemeinde; infolgedessen haben sich einige kleinere verarbeitende Betriebe angesiedelt.

## Sehenswürdigkeiten
- Kirche Mariä Himmelfahrt in Serradilla
- Kloster des Augustinerinnen-Rekollekten-Ordens
- Marienkapelle in Villarreal de San Carlos

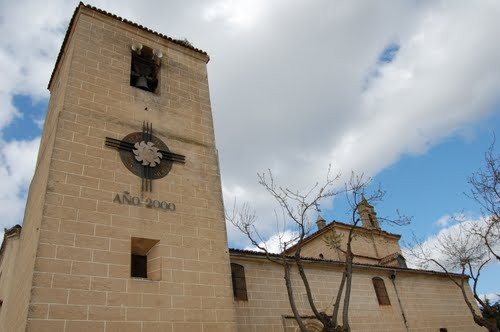
Kirche Mariä Himmelfahrt
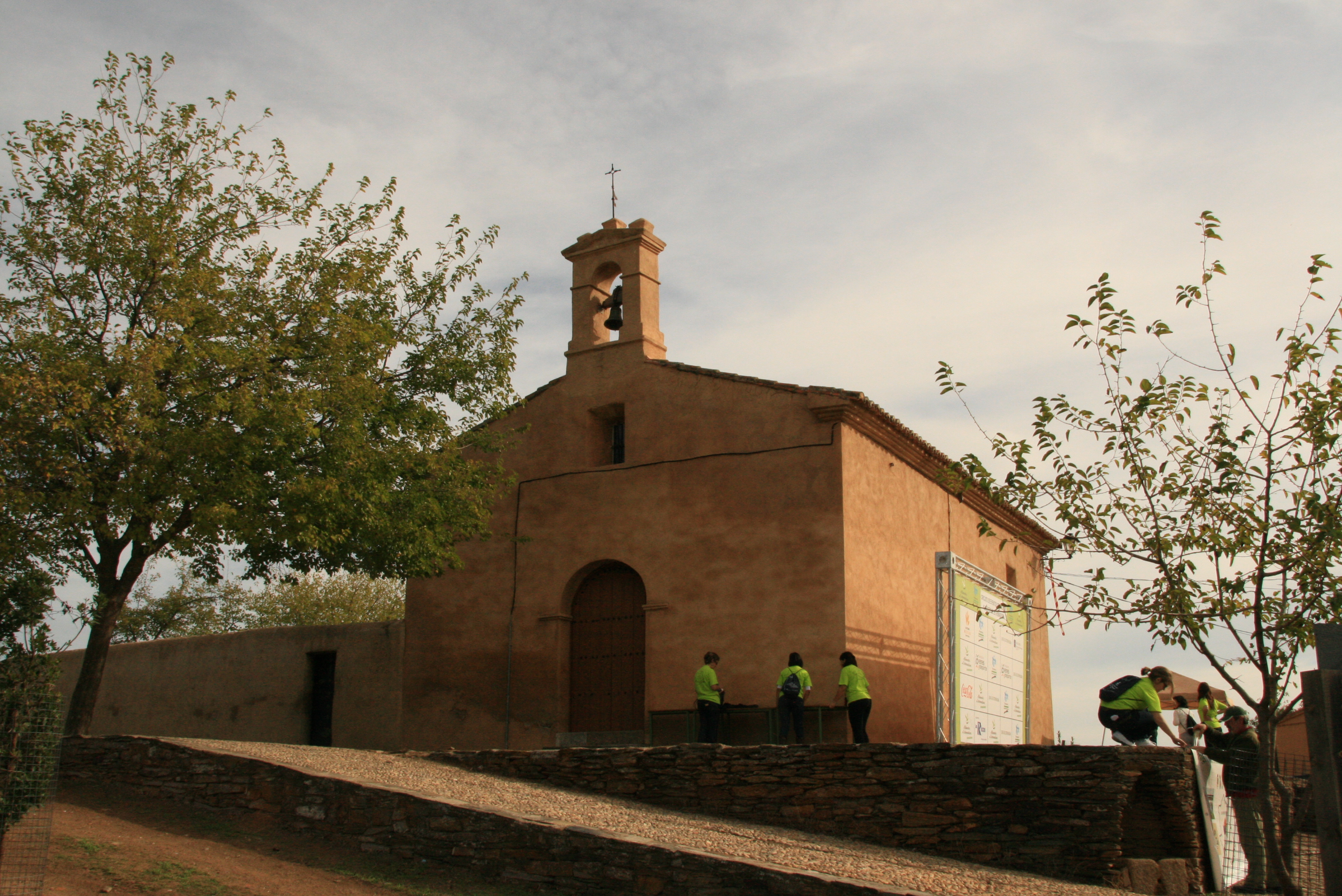
Marienkapelle
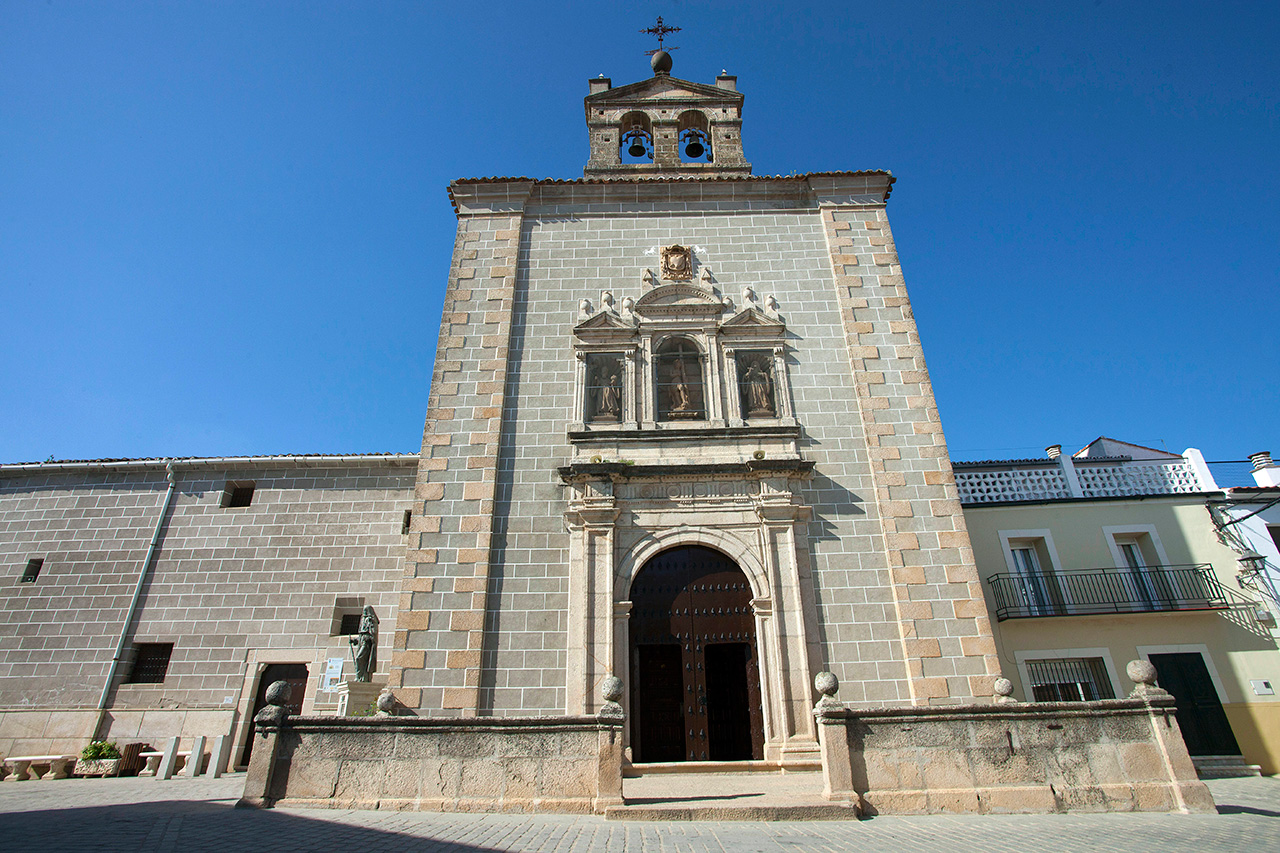
Kloster